# Lederwerke Doerr & Reinhart
Die Lederwerke Doerr & Reinhart waren eine in Worms ansässige Lederfabrik.

## Gründung
Die Fabrik wurde 1840 von dem Gerber Nikolaus Andreas Reinhart (1809–1871) und dem Reisenden Johann Baptist Doerr als Lederlackierfabrik in Worms gegründet. Das einzige erhaltene Gebäude ist das ehemalige Verwaltungsgebäude Schönauer Straße 5 in Worms. Das dreieinhalbgeschossige Gebäude mit Walmdach wurde 1923–1924 nach Plänen der Bauunternehmung Philipp Holzmann in Mischformen aus Jugendstil und Heimatschutzstil errichtet und steht unter Denkmalschutz.

## Entwicklung

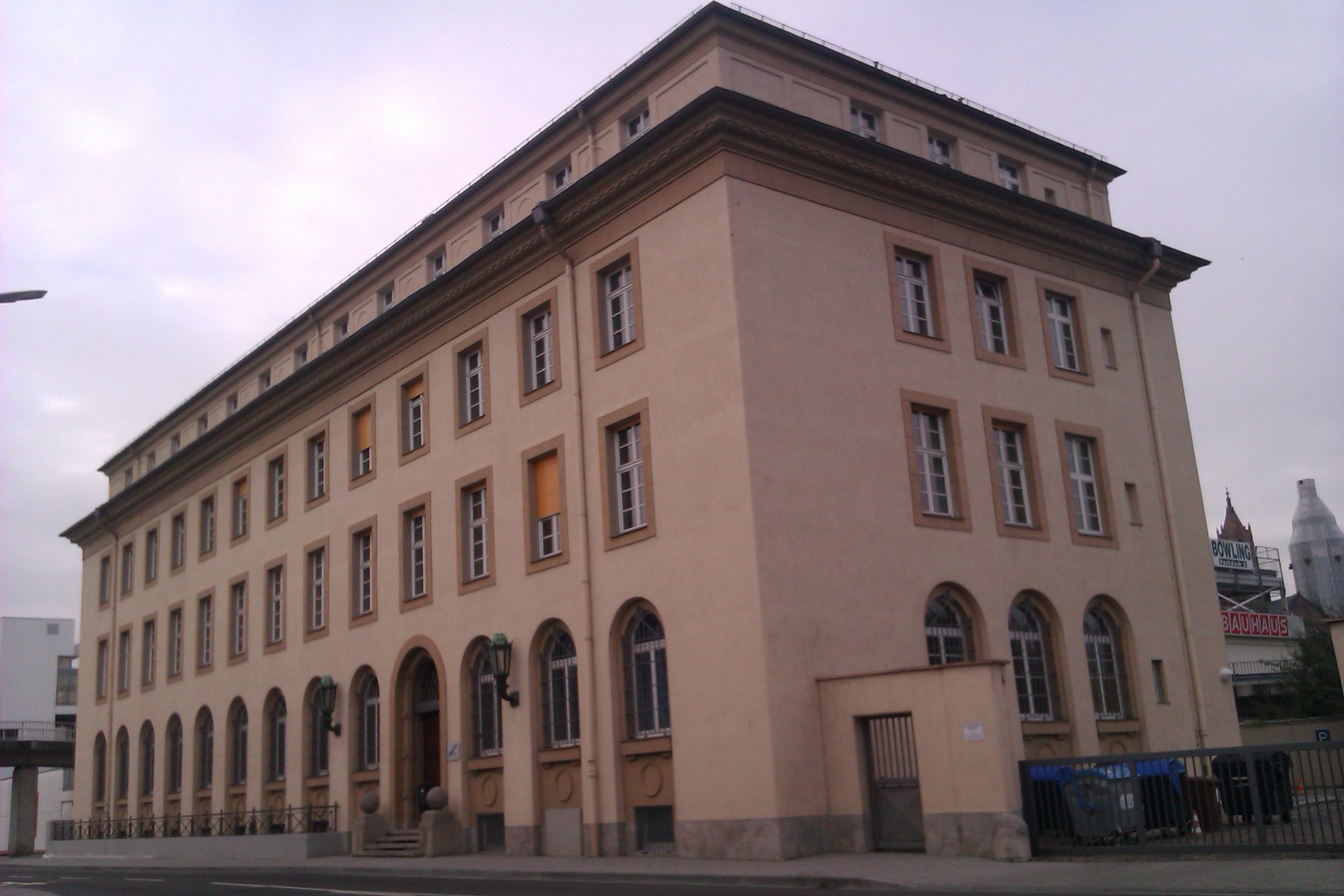
Das ehemalige Verwaltungsgebäude der Lederwerke Doerr & Reinhart

Aufgrund des wirtschaftlichen Aufschwungs in dieser Zeit expandierte die Fabrik rasch über die Stadtmauergrenze hinaus in den Wormser Süden. Anfangs als reine Lederlackierfabrik gegründet, wurde kurz nach der Gründung und der raschen Expansion beschlossen, selbst Leder in dem Werk herzustellen. Wenige Jahre nach der Gründung waren zusammen mit den beiden anderen in Worms ansässigen Lederfabriken, der „Cornelius Heyl AG“ und der „Heylschen Lederwerke Liebenau“, in Worms rund 9.000 Menschen in den Werken mit der Lederproduktion beschäftigt.
Ab dem Jahre 1850 begann das Unternehmen seine Produkte auch nach Nord- und Südamerika wie auch nach Australien zu exportieren. Der Exportanteil betrug bis zu 80 % der hergestellten Ware. Die Vertretung in New York City übernahm Carl Hauselt, der in den 1840er Jahren Lehrling in Worms gewesen war und 1850 auswanderte.
Seit 1871 war Nikolaus Andreas Reinhart (1841–1910) Mitinhaber des Unternehmens.

## Soziale Verantwortung

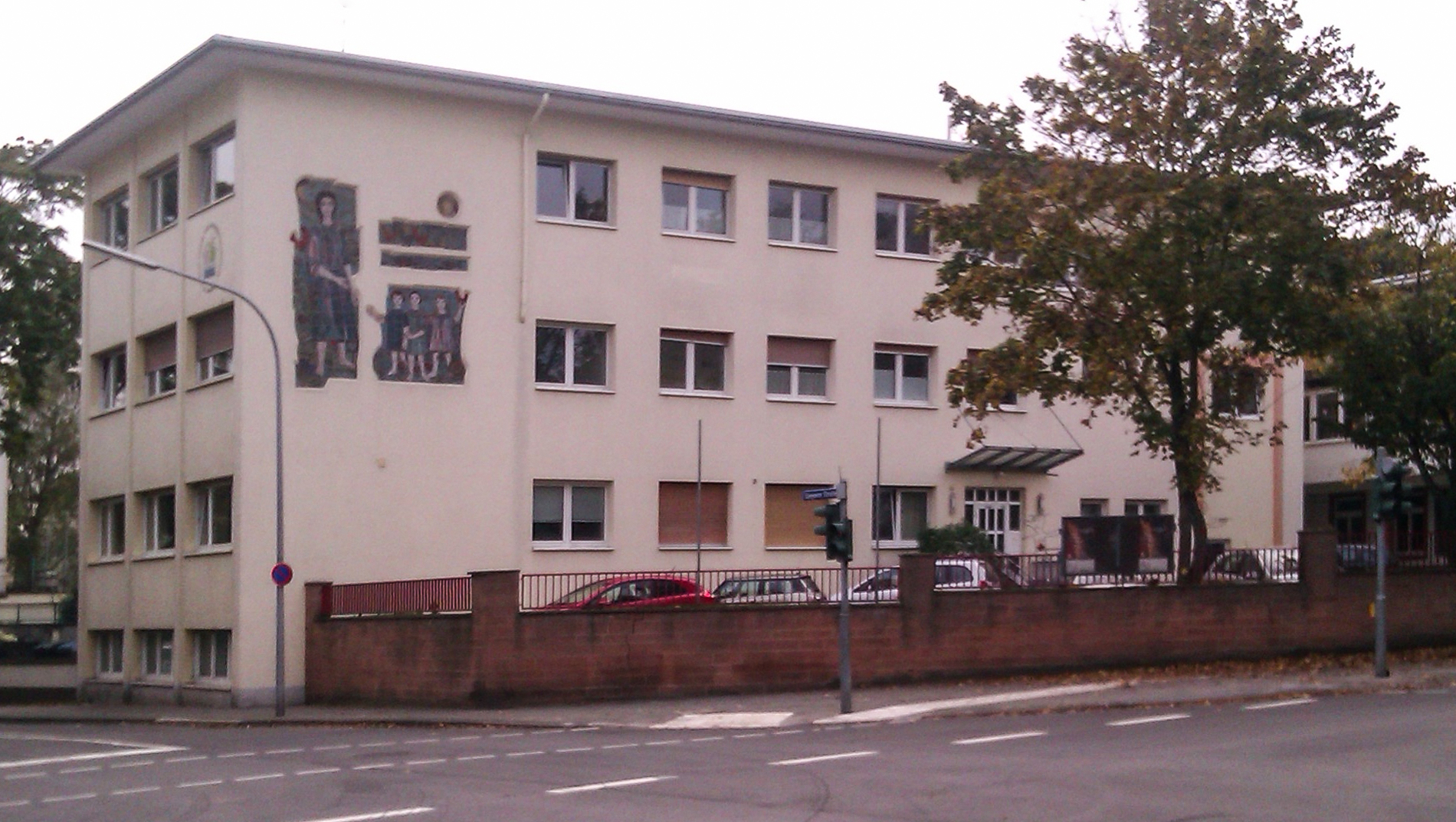
Das Kinder- und Jugendhilfezentrum St. Marien

1889 wurde der sozialen Verantwortung des Unternehmens gegenüber den Mitarbeitern ein für diese Zeit hoher Stellenwert eingeräumt, indem mit dem sogenannten „Arbeiterausschuss“ eine Funktion im Werk eingerichtet wurde, welche der eines heutigen Betriebsrates nahekommt. In dieser Hinsicht leistete das Unternehmen in der damaligen Zeit eine Vorreiterrolle.
Das Unternehmen unterhielt eine Werksküche, die Mahlzeiten für das Personal anbot.

## Kulturelle Verantwortung

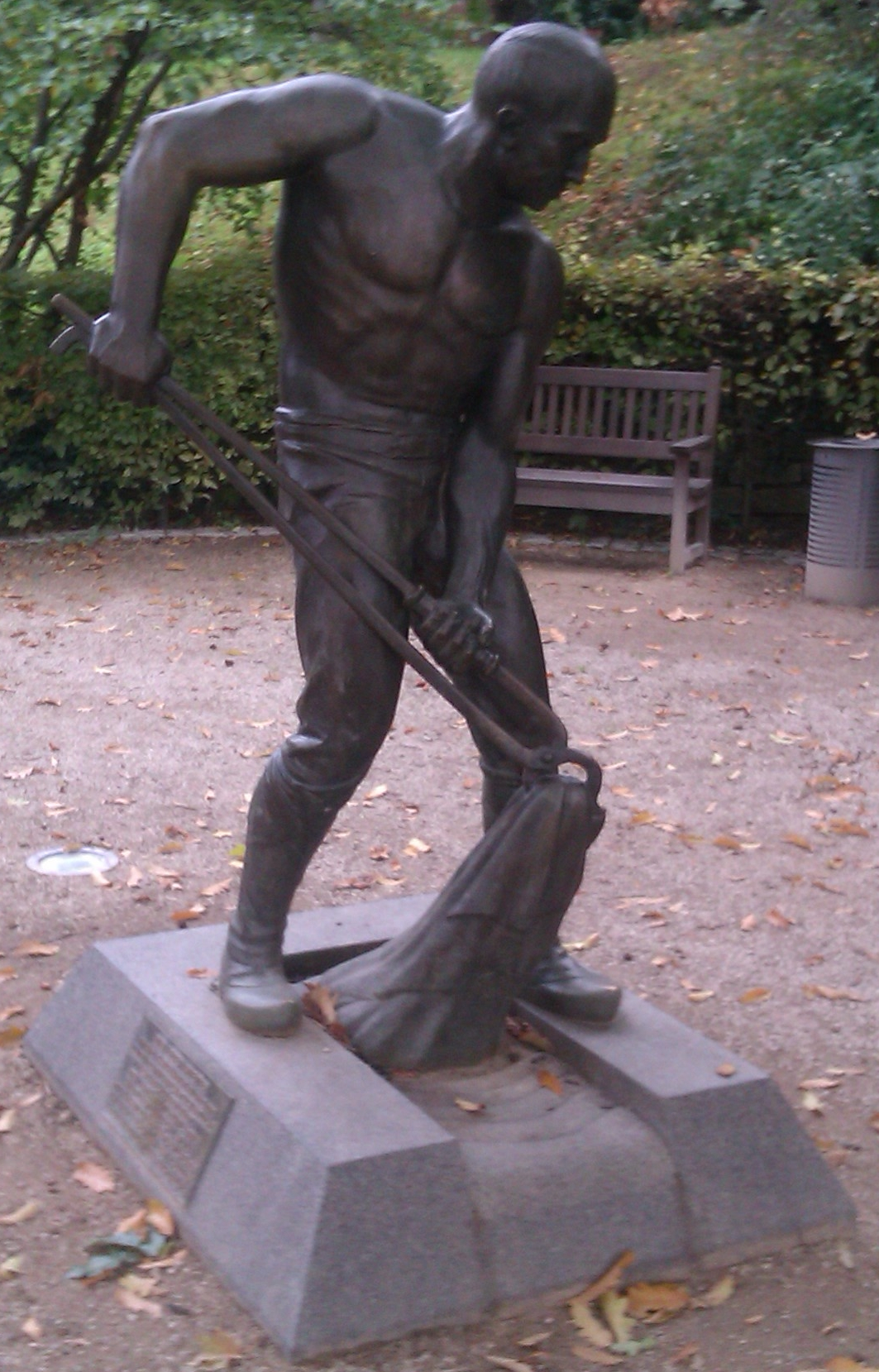
Denkmal des Lederarbeiters

Das Unternehmen gründete 1917 den „Kinderhort Doerr und Reinhart“, welcher bis heute unter dem Namen „Kinder- und Jugendhilfezentrum St. Marien“ existiert. und ermöglichte den Überlanddienst der Stadtbibliothek Worms in den 1920er Jahren.
Das Unternehmen schenkte alle beim Bau des Geländes gefundenen Funde aus römischer Zeit dem Wormser Museum. Auch ein Denkmal wurde geschaffen, welches einen hart arbeitenden Lederarbeiter darstellt, um die Schwierigkeit dieses Berufes darzustellen. Das Denkmal ging im Zweiten Weltkrieg fast vollständig verloren, lediglich der durch Geschosse durchlöcherte Kopf des dargestellten Arbeiters wurde gefunden und im Wormser Museum ausgestellt. Eine in den Nachkriegsjahren hergestellte Reproduktion dieses Denkmals steht heute in der Straße Lutherring.
Auf dem Denkmal des Lederarbeiters befindet sich folgende Inschrift:

„Der Lederarbeiter. Im 19./20. Jahrhundert bildete die Lederindustrie die wirtschaftliche Grundlage der Stadt. Den Lederarbeiter Karl Stein modellierte 1924 Carl Stock. Die Nachbildung des 1945 verlorenen Originals schuf 1993 Edwin Huller. Gegossen bei Kunstguss Eschenburg.“

1933 schenkte Fritz Reinhart van Gülpen, Enkel des Firmengründers, das „Bergkloster“ genannte Familienanwesen der Stadt Worms zum Zweck der Unterbringung der Wissenschaftlichen Stadtbibliothek.

## Nach dem Zweiten Weltkrieg
Das Unternehmen hatte als Wappentier die Statue eines Drachen, der eine mit den Initialen „D.u.R.“ beschriftete Tafel in seinen Krallen hält. Die Statue wurde 1925 ebenfalls von dem Darmstädter Künstler Carl Stock geschaffen und stand im Verwaltungsgebäude des Unternehmens Doerr und Reinhart. In der Zeit der Betriebsschließung ging sie verloren. Nach einem öffentlichen Aufruf in der Wormser Zeitung, der vom Verein „Wormser Lederindustrie e. V.“ initiiert wurde, konnte die Figur 2008 wiedergefunden werden. Sie wurde restauriert und steht heute in der Hanns-Thierolf-Anlage gegenüber der Neusatzschule an dem Standort, an dem ursprünglich das Denkmal des Lederarbeiters stand.
Im Zweiten Weltkrieg wurde das Gelände der Firma Doerr & Reinhart weitgehend zerstört. Das Unternehmen verkraftete diese Zerstörung trotz Hilfe des Marshallplans nicht, der Betrieb wurde eingestellt. 1960 wurde ein Teil des Werkes an die Schuhfabrik Salamander veräußert.

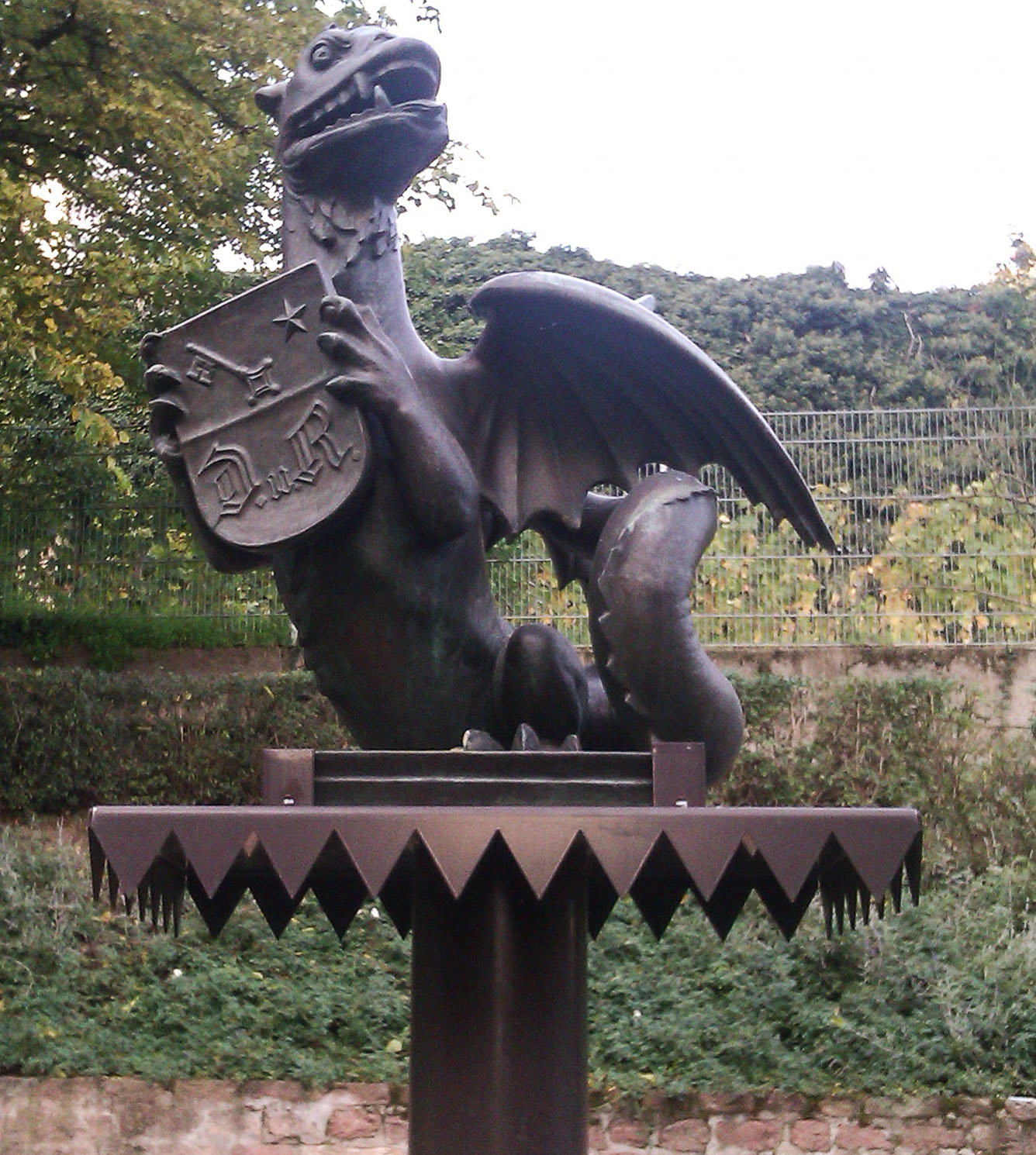
Das Wappentier der Lederwerke Doerr und Reinhart

Das Unternehmen besaß eine eigene Werkfeuerwehr, die regelmäßig Übungen auf dem Werksgelände durchführte. Ebenso betrieb das Unternehmen auf seinem Gelände in einer Turbinenhalle seine eigene Stromversorgung. Nach dem Zweiten Weltkrieg wurden die noch vorhandenen Generatoren teilweise für die Stromversorgung der Wormser Bevölkerung genutzt.
Die Gruftkapelle der Familien Doerr und Reinhart befindet sich im Albert-Schulte-Park.

## Heutige Nutzung

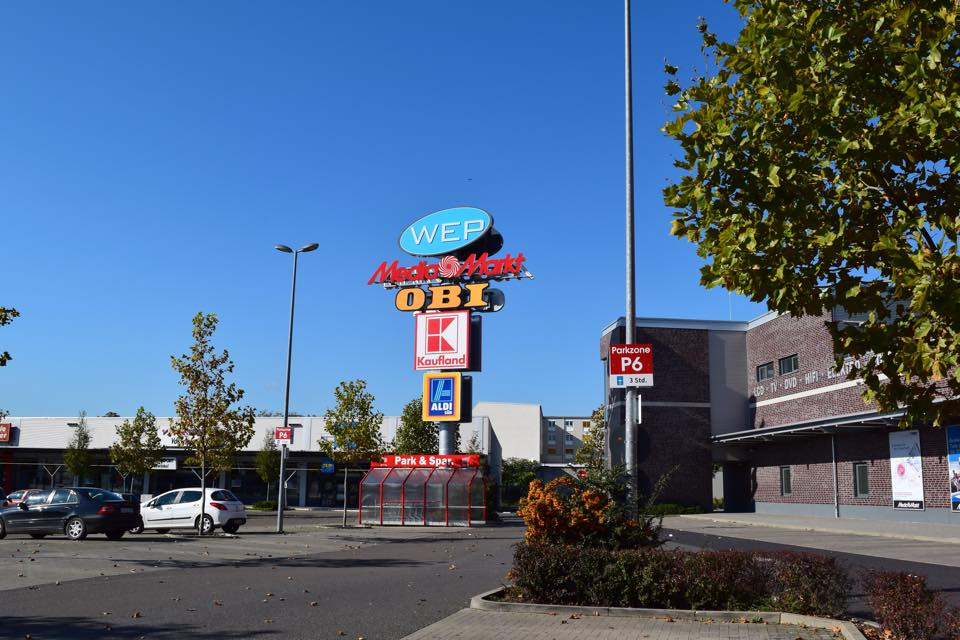
Fachmarktzentrum auf dem ehemaligen Werksgelände

Das ehemalige Werksgelände wurde wegen seiner innenstadtnahen Lage seit den 1980er Jahren sukzessive für den großflächigen Einzelhandel umgenutzt. Auf dem Nordteil des Geländes entstand um 1980 das Einkaufszentrum NibelungenCenter, nach dessen Schließung im Jahr 2015 wird derzeit ein Wohngebiet auf der Fläche geplant. Der Südteil wurde bis in die 1990er Jahre als Bundeswehrdepot genutzt und im Zuge der Konversion entwickelte die Stadt dort ab 2007 ein Fachmarktzentrum. Der Landesbetrieb Mobilität bezog das ehemalige Verwaltungsgebäude.